# Biomimetika
Bíomimétika, tudi bíomimikríja je veda, ki išče navdih in se ukvarja s posnemanjem narave in njenih modelov, sistemov, procesov in elementov pri reševanju človeških problemov. Izraz biomimetika izvira iz grških besed starogrško βίος: bíos - življenje in starogrško μίμησις: mimesis - posnemati. V tem okviru se pogosto uporablja tudi izraz bionika.

## Zgodovina
Ljudje so navdih za rešitve svojih problemov vedno iskali v naravi. Eden izmed prvih primerov biomimetike je bilo proučevanje ptičev, z namenom da bi človek lahko letel. Čeprav mu nikoli ni uspelo narediti leteče naprave, je bil Leonardo da Vinci zelo uspešen opazovalec anatomije in leta ptic, pri čemer je ustvaril veliko število risb in skic ptičev, pa tudi skic in načrtov drugih »letalnih naprav.« Navdih za gradnjo letala sta pri opazovanju golobov med letom dobila tudi brata Wright, ki jima je s prvim letalom uspelo poleteti leta 1903.
Otto Schmitt, ameriški akademik in izumitelj, je skoval izraz biomimetika da bi z njim opisal prenos idej iz biologije v tehnologijo. Izraz biomimetika se v Webstrovem slovaju pojavi leta 1974 z definicijo »študij nastanka, strukture ali funkcije biološko narejenih substanc in materialov (npr. encimi in svila) in bioloških mehanizmov in procesov (npr. sinteza proteinov in fotosinteza) z namenom sintetizirati podobne produkte z umetnimi mehanizmi, ki posnemajo naravne.«
Leta 1958 je ameriški zdravnik in častnik Jack E. Steele skoval izraz bionika, s pomenom »znanost o sistemih, ki nekatere funkcije kopirajo iz narave.« Leta 1960 je bila bionika v Webstrovem slovarju definirana kot »znanost, ki se ukvarja s prenosom podatkov o delovanju bioloških sistemov na rešitve inženirskih problemov.« Izraz bionika je prevzel drug pomen ko je Martin Caidin omenil Jacka E. Steeleja in njegovo delo v romanu Cyborg in kasnejši televizijski seriji »The Six Million Dollar Man.« Izraz bionika je od takrat povezan z uporabo elektronsko krmiljenih telesnih nadomestkov, ki povečajo uporabnikovo naravno moč.
Ker se bionika povezuje z nadnaravnimi močmi, se angleško govoreči znanstveniki v zadnjih letih odmikajo od uporabe tega izraza.
Izraz biomimikrija se je pojavil leta 1982, k njegovi popularizaciji pa je prispevala znanstvenica in pisateljica Janine Benyus s knjigo Biomimicry: Innovation Inspired by Nature. Biomimikrijo v knjigi definira kot »novo znanost, ki proučuje modele v naravi in jih nato posnema ali v njih išče navdih pri reševanju človeških problemov.«

## Zgledi
Najbolj znan zgled biomimetike je velcro. Idejo za njegovo izdelavo je dobil švicarski inženir George de Maestral, medtem ko je svojemu psu iz kožuha čistil semena s kaveljčki.
Nekatere barve in premazi imajo sposobnost samoočiščevanja, pri čemer posnemajo strukturo površine lotosovega lista.
Raziskovalci proučujejo in posnemajo zmožnost termitov, da vzdržujejo praktično stalno temperaturo in vlažnost v termitnjakih v Podsaharski Afriki, čeprav zunanja temperatura niha med 3 °C in 42 °C. Pro projektu TERMES (Termite Emulation of Regulatory Mound Environments by Simulation, sl.: Posnemanje termitskih regulatornih gomilastih okolij s simulacijami) so znanstveniki posneli termitnjak, ustvarili 3D sliko strukture in razkrili konstrukcijo, ki bi v prihodnje lahko bistveno vplivala na človeško načrtovanje stavb. Eastgate center (srednjevisok pisarniški komples) v Harareju, Zimbabve, se samodejno hladi brez uporabe klimatskih naprav in porabi zgolj 10% energije enako velike konvencionalno zgrajene stavbe.
Janine Benyus v svojih knjigah omenja, da lahko pajki naredijo niti v pajkovi mreži tako močne kot vlakna kevlarja. Inženirji bi lahko tak material (če bi bil dovolj obstojen) uporabili pri izdelavi padalskih vrvic, kablov pri visečih mostovih, umetnih ligamentov v medicini in drugih uporabnih izdelkov.
Drugi zgledi biomimetike so npr. lepilo, s katerim so dagnje prilepljene na podlago, sončne celice v obliki listov, bionični avtomobili z obliko ki se  zgleduje po ribah vrste Ostraciidae, material, ki posnema strukturo kože morskih psov, pridobivanje vode iz megle po zgledu nekaterih hroščev, itd. Po zgledu nekaterih tropskih metuljev je mogoče izdelati zaslon, ki deluje po načelu interferenčne modulacije. Z interferenčno modulacijo je od površine mogoče odbiti svetlobo z želeno valovno dolžino za vsak izbrani piksel. Prvo mesto, ki je zgrajeno po načelih biomimikrije je Lavasa v Indiji. S pomočjo biomimikrije je mogoče razviti tudi nekatere metodologije in sisteme za optimizacijo inženirskih produktov in sistemov. Zgled je izpeljava Murrayevega zakona, ki opisuje pretok tekočin preko razvejanih cevnih sistemov.